# 熱海市伊豆山土石流災害
熱海市伊豆山土石流災害（あたみしいずさんどせきりゅうさいがい）は、2021年（令和3年）7月3日午前10時半（JST）頃に、静岡県熱海市伊豆山地区の逢初川で発生した大規模な土砂災害である。災害関連死1名を含む28名が死亡した。最多時は約580人が避難し、建物136棟が被害を受け、被災地には立ち入りを原則禁止する警戒区域が一時指定されたが、2023年（令和5年）9月1日に解除された。
被害が拡大した原因として上流山間部の違法盛土の崩壊があり、さらにその後の調査で国や自治体のずさんな盛土規制と大量の違法盛土が全国的に存在していることが明らかになり、盛土規制の大幅強化へと発展した（「#事件後の動き」参照）。

## 呼称
当災害の呼称は複数存在する。代表的なものを以下に例示する。
- 静岡県熱海市伊豆山で発生した土石流災害（国土交通省[7]、総務省消防庁[8]）
- 熱海市伊豆山地区土砂災害（静岡県[9]）
- 逢初川土石流災害（熱海市[10]）
- 熱海土石流（報道等[11][12][13]）

## 災害の発生
| 被害概要を示した空中写真 |  | 被災から3日後撮影の被災地周辺の空中写真 |
| 被害概要を示した空中写真 |  | 被災から3日後撮影の被災地周辺の空中写真 |

気象庁によると、当時は西日本から東日本にかけて停滞する前線に向かって暖かく湿った空気が次々と流れ込み、大気の状態が非常に不安定となったため、東海地方から関東地方南部を中心に記録的な大雨となっていた。現場に比較的近い熱海市網代の観測地点では、3日15時20分までの48時間で321 mmの降水量を記録し、現地の7月の観測史上で最多となっていた。
8時20分頃、逢初川近くの道路で大量の泥水が流れる様子を住民が目撃している。10時28分、「向かいの家が地滑りで跡形もなく流された」という通報があり、熱海市消防署の消防隊が出動した。伊豆山地区のバス通りが土砂で通れず、通報現場にはたどり着けない状況で、消防隊が手前に車両を止めて周辺の住宅を調査していた最中、大規模な土石流が発生し、多くの住宅などを巻き込みながら流下した。消防隊員はかろうじて逃げて無事だった。住民によって撮影された土石流の瞬間の映像がSNSに投稿され、国内外のマスメディアでも大々的に報じられた。土石流は逢初川を南東方向に向かって海までおよそ1 kmにわたって流れ出たとみられ、これにより住宅131棟が被害を受けた。小規模なものも含めて10回以上の土石流が繰り返し発生したとみられる。
同日12時30分、川勝平太静岡県知事からの災害派遣要請を陸上自衛隊第34普通科連隊が受理。陸上自衛隊板妻駐屯地（静岡県御殿場市）からおよそ30人、駒門駐屯地（同）からおよそ80人の隊員が行方不明者の捜索活動のために現場に派遣された。
熱海市は土砂災害が発生するおそれが極めて高まったとして、土石流の発生後に市内在住の2万957世帯の3万5602人に気象警戒レベル5相当の「緊急安全確保」を発令した。また、伊豆山地内の1500戸余りで停電（一部地域を除き、当日にほぼ解消）、1100戸で断水、392戸でガスが停止した。交通機関は熱海ビーチラインや国道135号が通行止めとなり、鉄道ではJR東海道線の小田原駅 - 熱海駅間および伊東線全線で運転を見合わせた。
土石流が発生した3日の時点で2人が海上で遺体で見つかり、4日13時45分頃には負傷していた高齢女性1人が新たに死亡したことが確認された。5日には新たに1人の死亡が確認され、同日までに確認された死者を除いて24人が救出された。同日正午時点で住民ら562人が市内2か所のホテルに避難していた。また、市内の小中学校も休校となっていた。その後の捜索活動により、7月20日までに合計19人の死亡が確認された。
熱海市が住民基本台帳をもとに、被害を受けた地域に住んでいるとみられる住民の調査を進めた結果、台帳に記載のある被災地域の住民約220人のうち、21日時点で本人や知人からの連絡などにより所在を確認できたのは約210人で、住民登録以外の者も含む5人の安否はまだ分かっていない。ただし、現地は別荘の利用者が多いため居住実態が把握できず、確認作業は難航した。

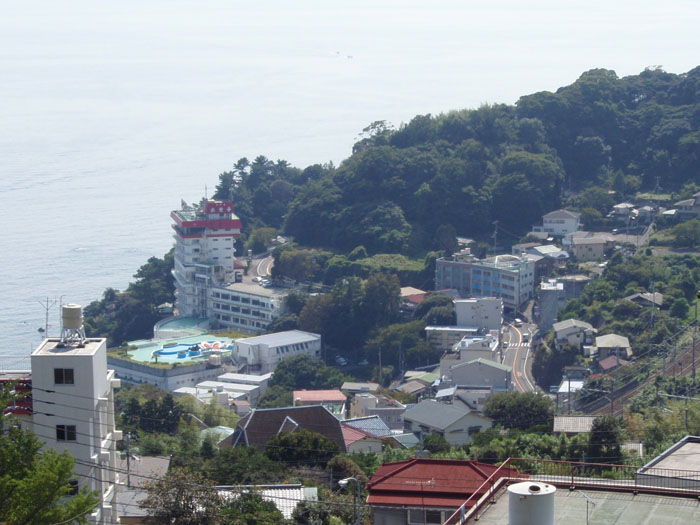
土石流発生前の伊豆山地区の風景（2011年）
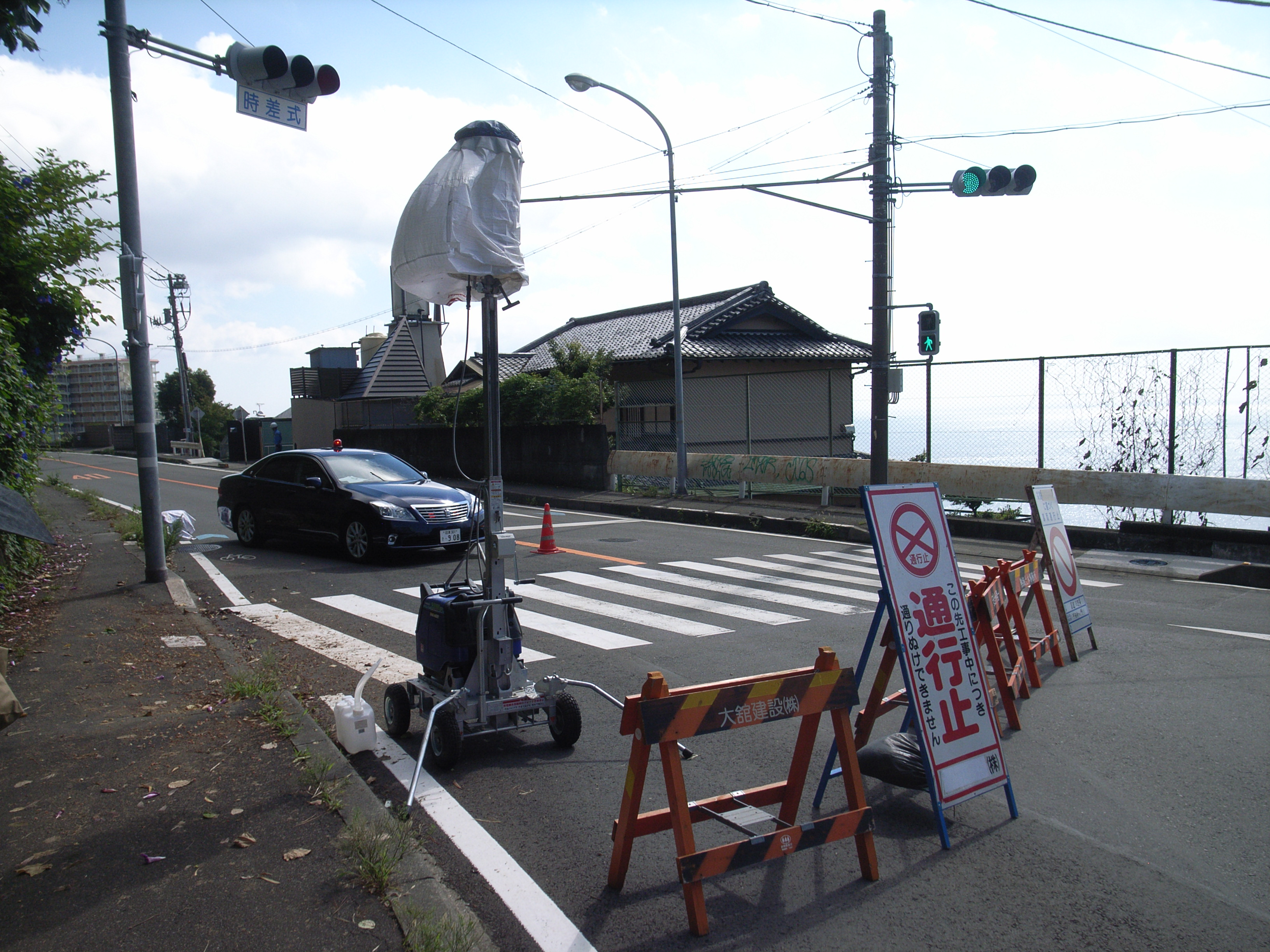
国道135号閉鎖状況（2021年7月10日）
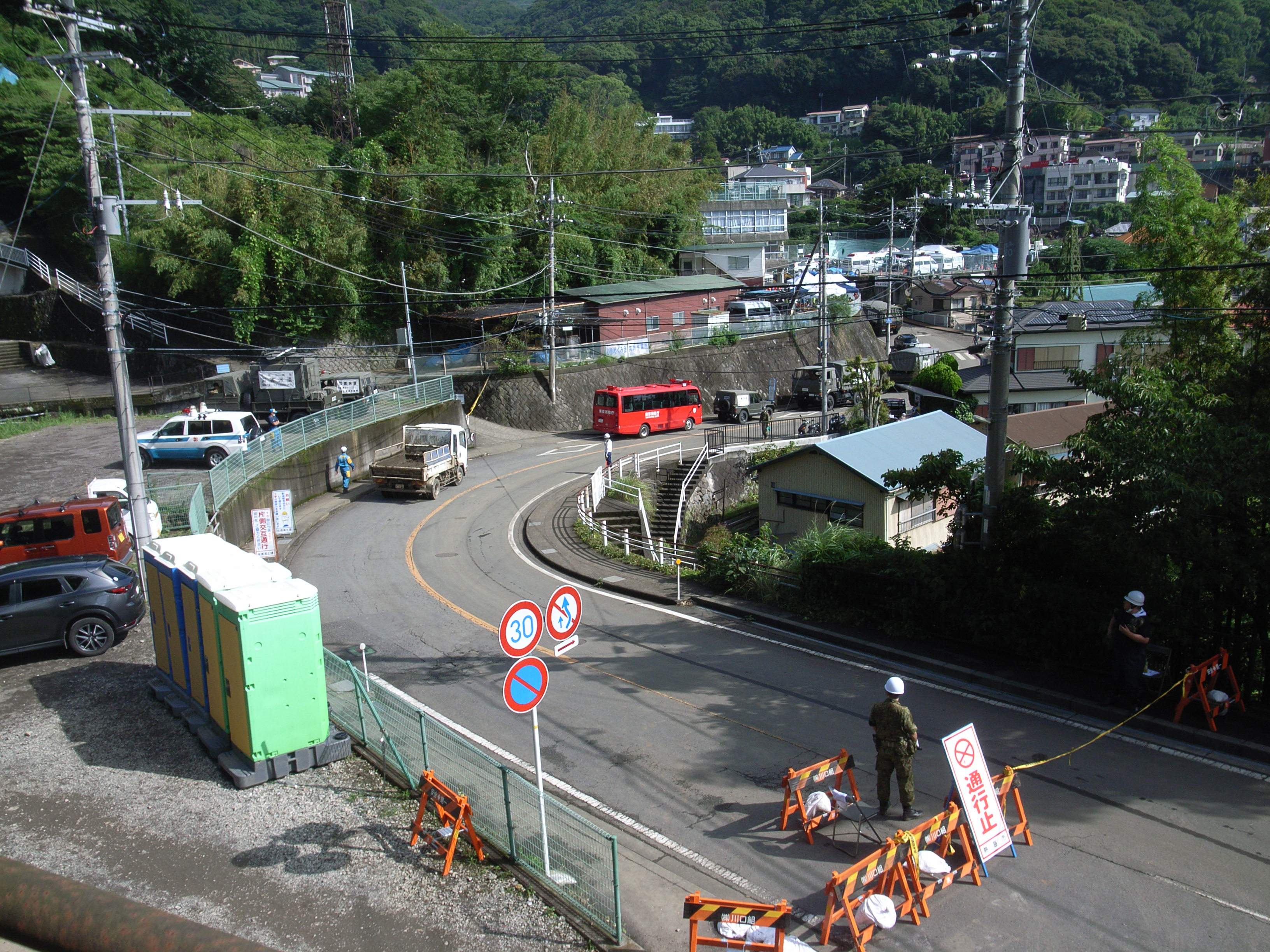
熱海市道伊豆山線閉鎖状況（2021年7月10日）
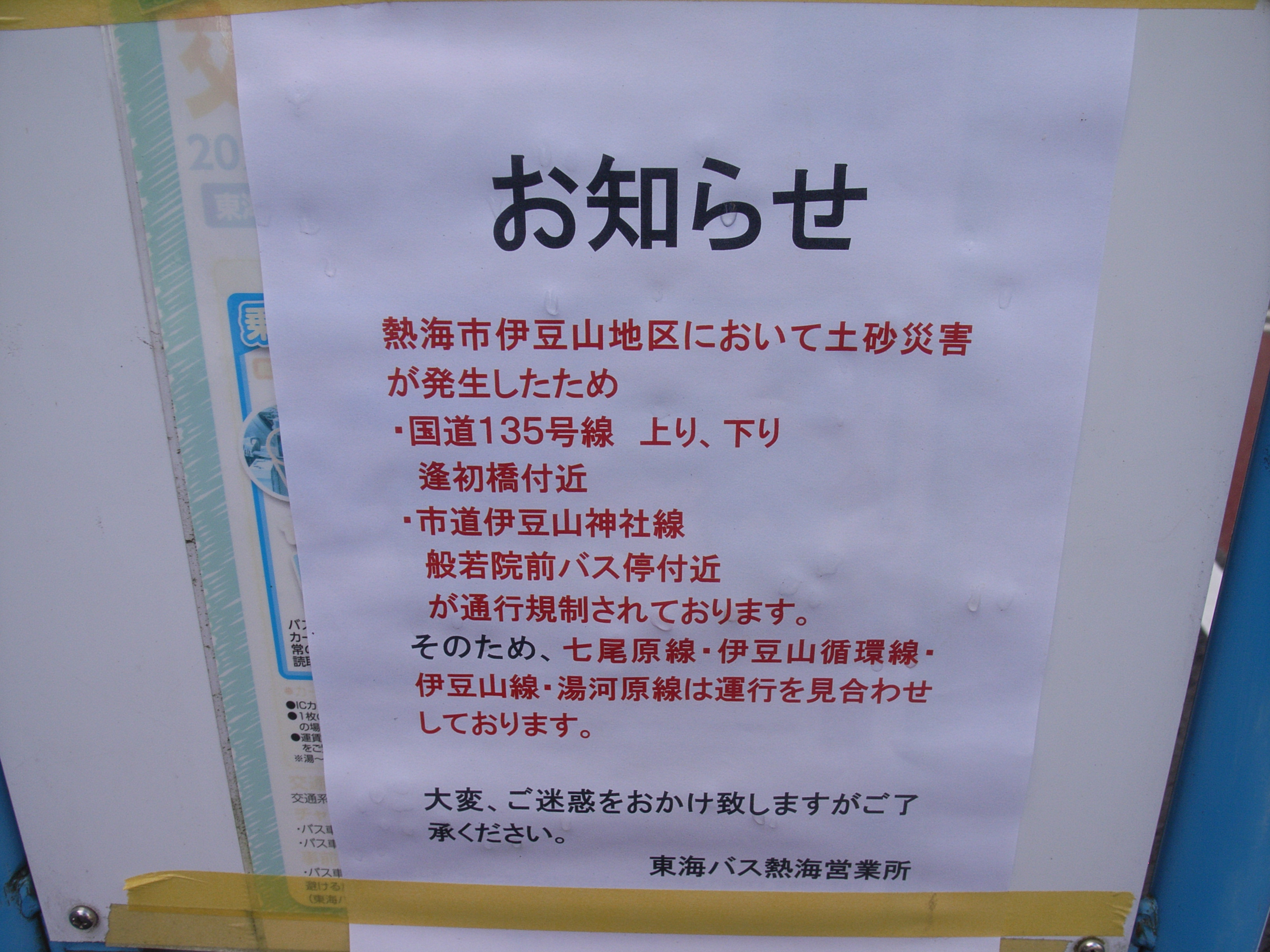
東海バスの運休告知（2021年7月10日）
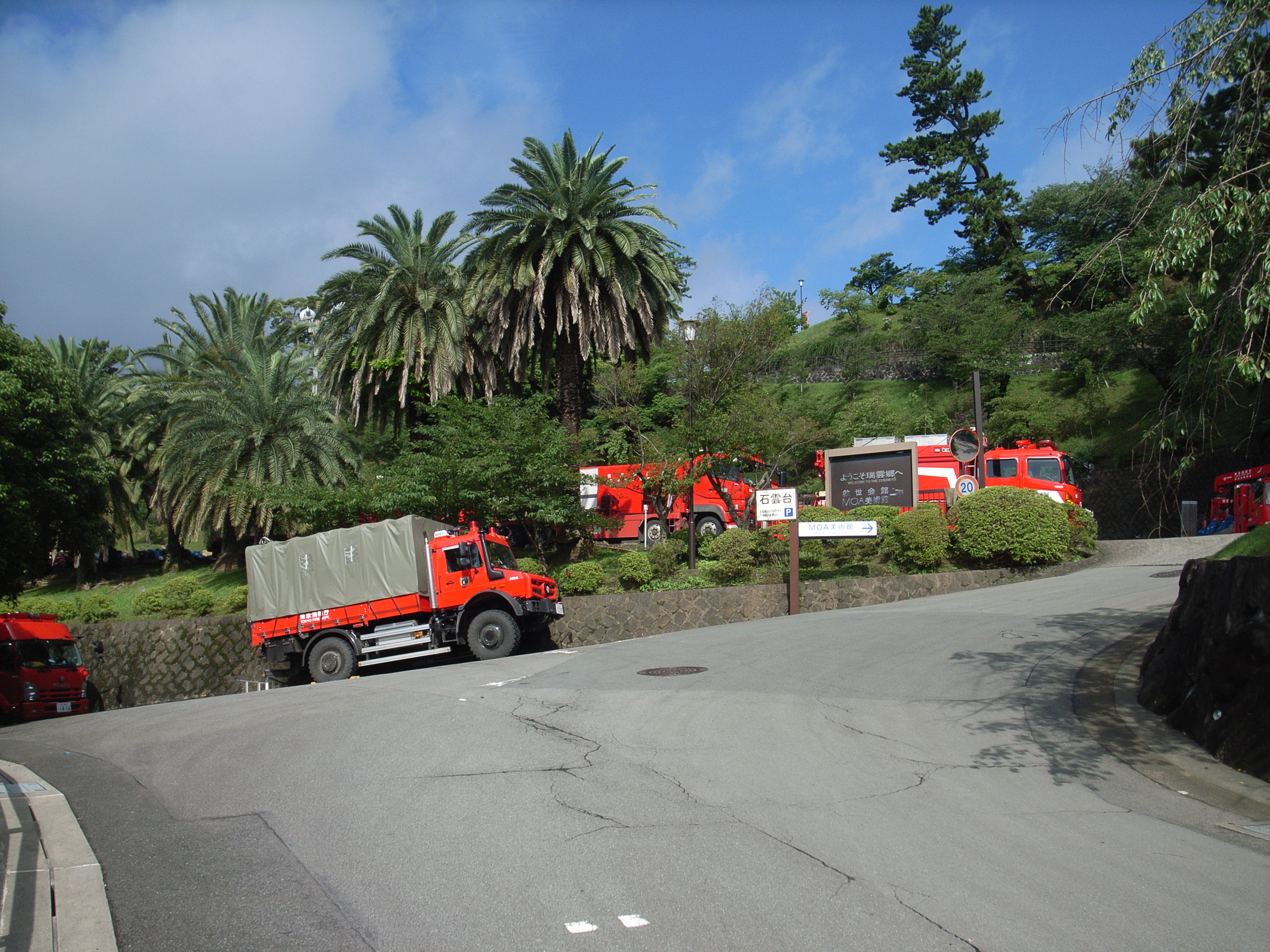
臨時休館のMOA美術館は消防車両の待機場になった（2021年7月10日）

## 救助活動
自衛隊も動員され、大規模な救助活動が展開された。動員組織は以下の通りである。

### 警察
- 静岡県警察
- 警察庁[31]
- 宮城県警察広域緊急援助隊
- 栃木県警察広域緊急援助隊
- 群馬県警察広域緊急援助隊
- 埼玉県警察広域緊急援助隊
- 新潟県警察広域緊急援助隊[32]
- 山梨県警察広域緊急援助隊
- 長野県警察広域緊急援助隊
- 富山県警察広域緊急援助隊
- 石川県警察広域緊急援助隊
- 岐阜県警察広域緊急援助隊
- 三重県警察広域緊急援助隊[33]
- 滋賀県警察広域緊急援助隊
- 兵庫県警察広域緊急援助隊
- 愛知県警察広域緊急援助隊
- 警視庁広域緊急援助隊、広域警察航空隊
- 神奈川県警察広域緊急援助隊、広域警察航空隊

### 消防
- 熱海市消防本部、熱海市消防団
- 静岡市消防局統合応援隊指揮隊（同消防局は統合応援隊として救助隊も派遣している）
- 静岡県内消防本部の統合応援隊
- 静岡県消防防災航空隊
- 消防庁[34]
- 横浜市消防局の緊急消防援助隊指揮支援隊（同消防は神奈川県隊として救助隊も派遣している）
- 東京消防庁緊急消防援助隊
- 稲城市消防本部緊急消防援助隊
- 茨城県内消防本部緊急消防援助隊
- 栃木県内消防本部緊急消防援助隊[35]
- 群馬県内消防本部緊急消防援助隊[36]
- 神奈川県内消防本部緊急消防援助隊
- 山梨県内消防本部緊急消防援助隊
- 長野県内消防本部緊急消防援助隊
- 岐阜県内消防本部緊急消防援助隊
- 愛知県内消防本部緊急消防援助隊

### 自衛隊
- 陸上自衛隊第34普通科連隊、第32普通科連隊、第1施設大隊、第1戦車大隊[37]
- 航空自衛隊中部航空警戒管制団

## 被害
2021年9月3日16時時点での被害状況は以下の通り。

### 人的被害
- 死者：28名、うち災害関連死1名（2022年2月認定）[1]
- 中等症：3名
- その他：25名
- 避難者：153名

### 物的被害
- 半壊、もしくは全壊の家屋：128棟

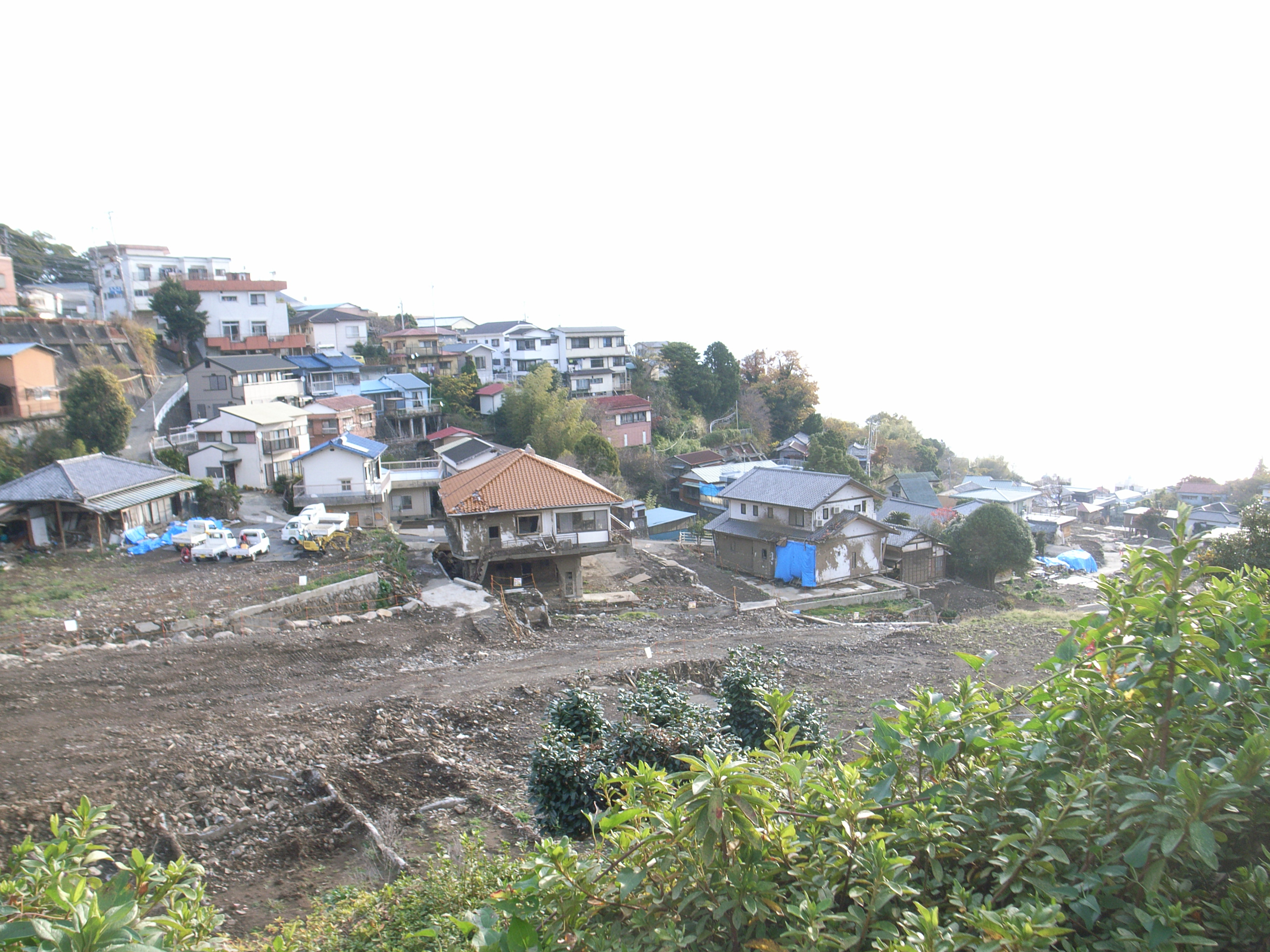
被災地の状況（2021年12月10日撮影）
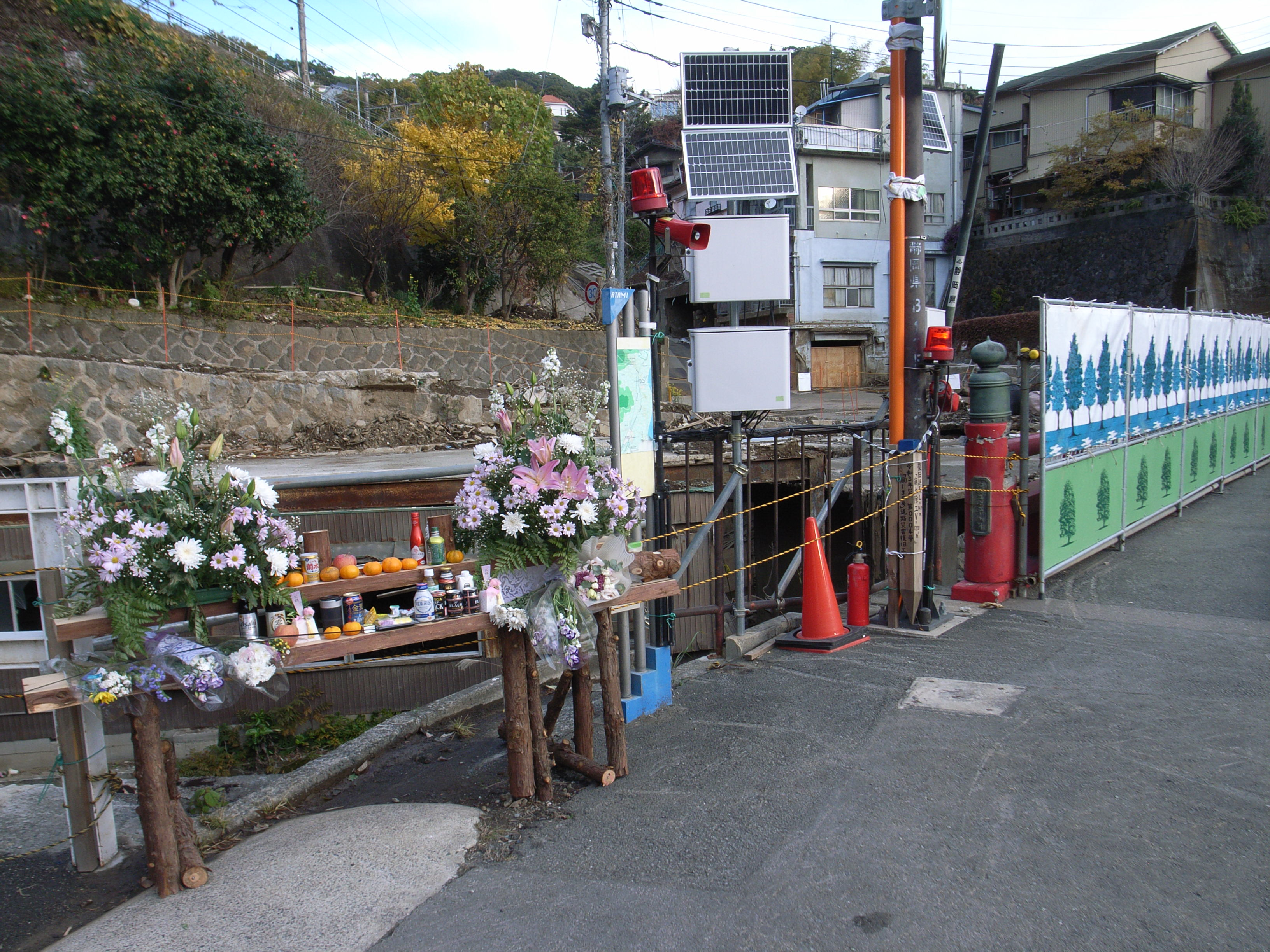
欄干補修中で、献花台が置かれた逢初橋（2021年12月10日撮影）
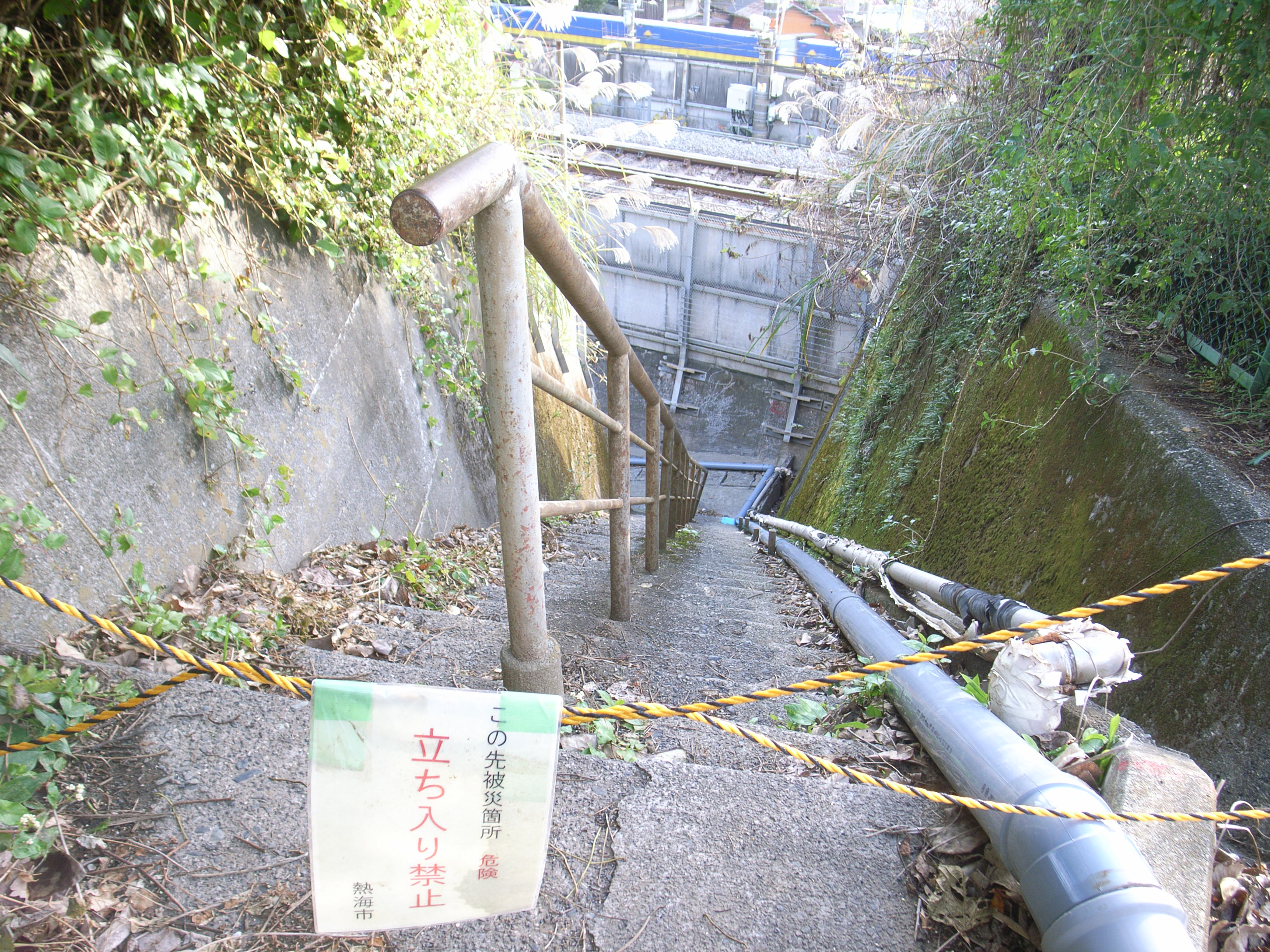
東海道新幹線軌道脇を下る側道は閉鎖されたまま（2021年12月10日撮影）
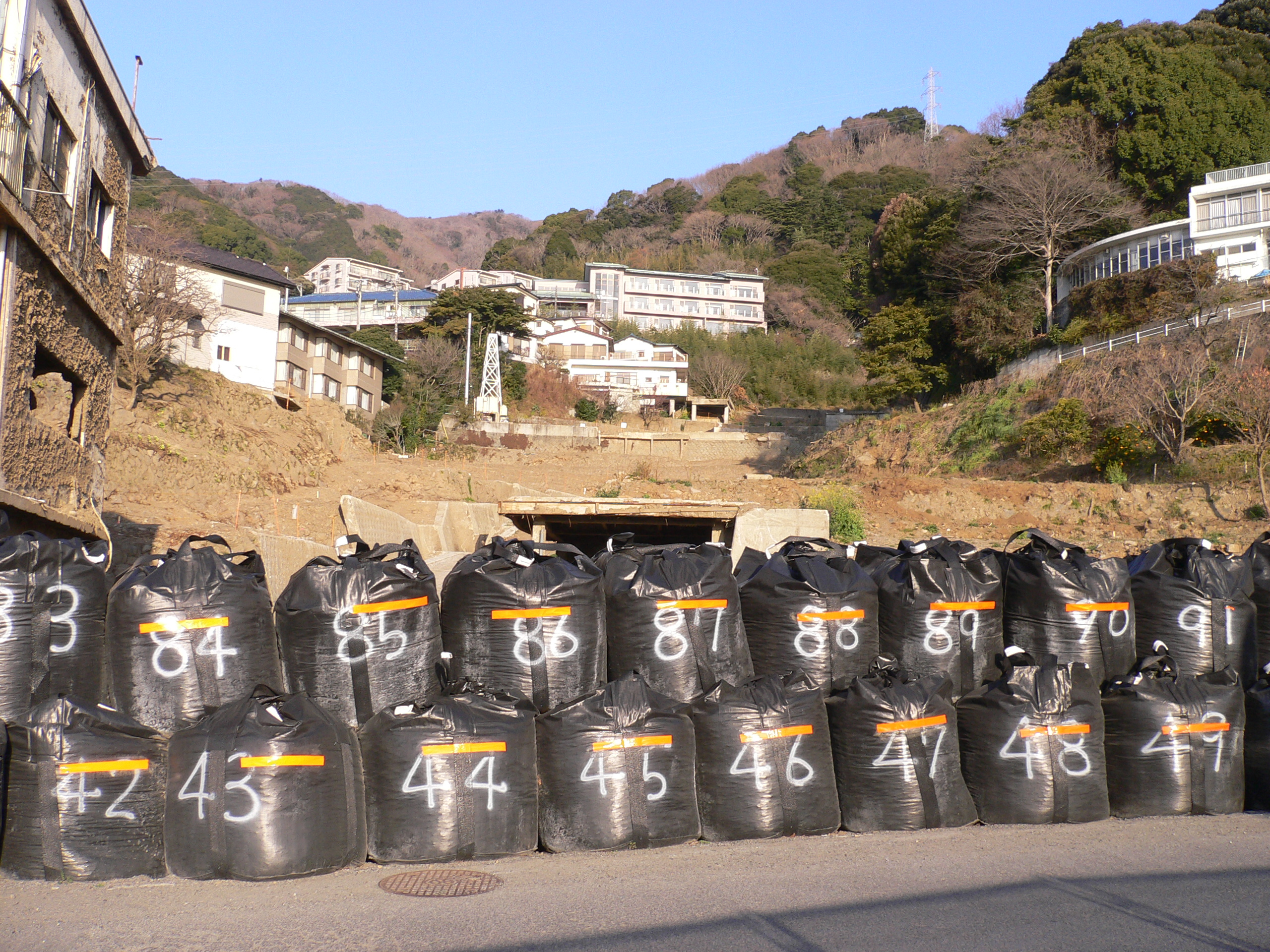
雨で土砂が流出するのを防ぐ土留め（2022年3月4日撮影）
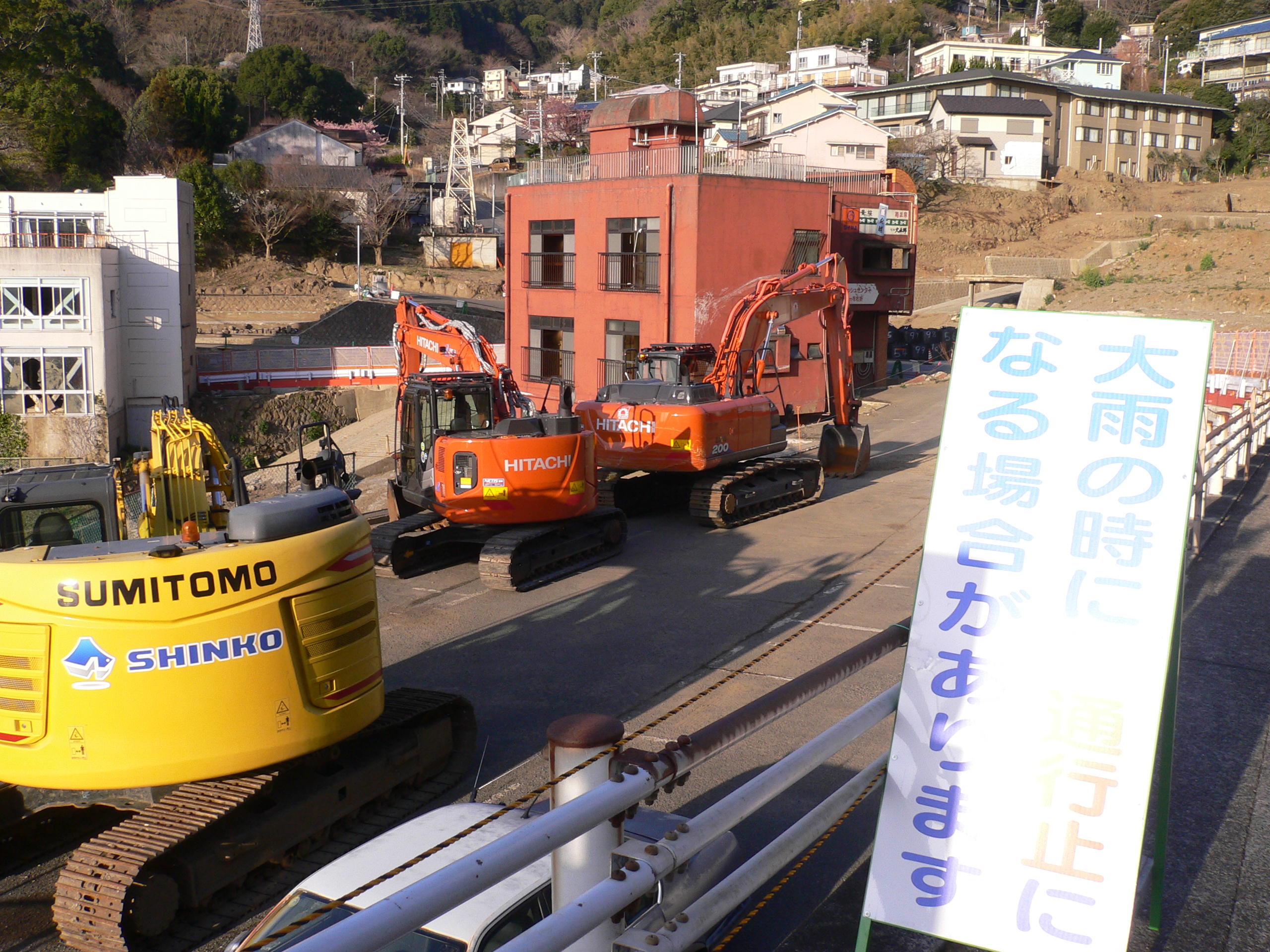
災害復旧工事重機（2022年3月4日撮影）
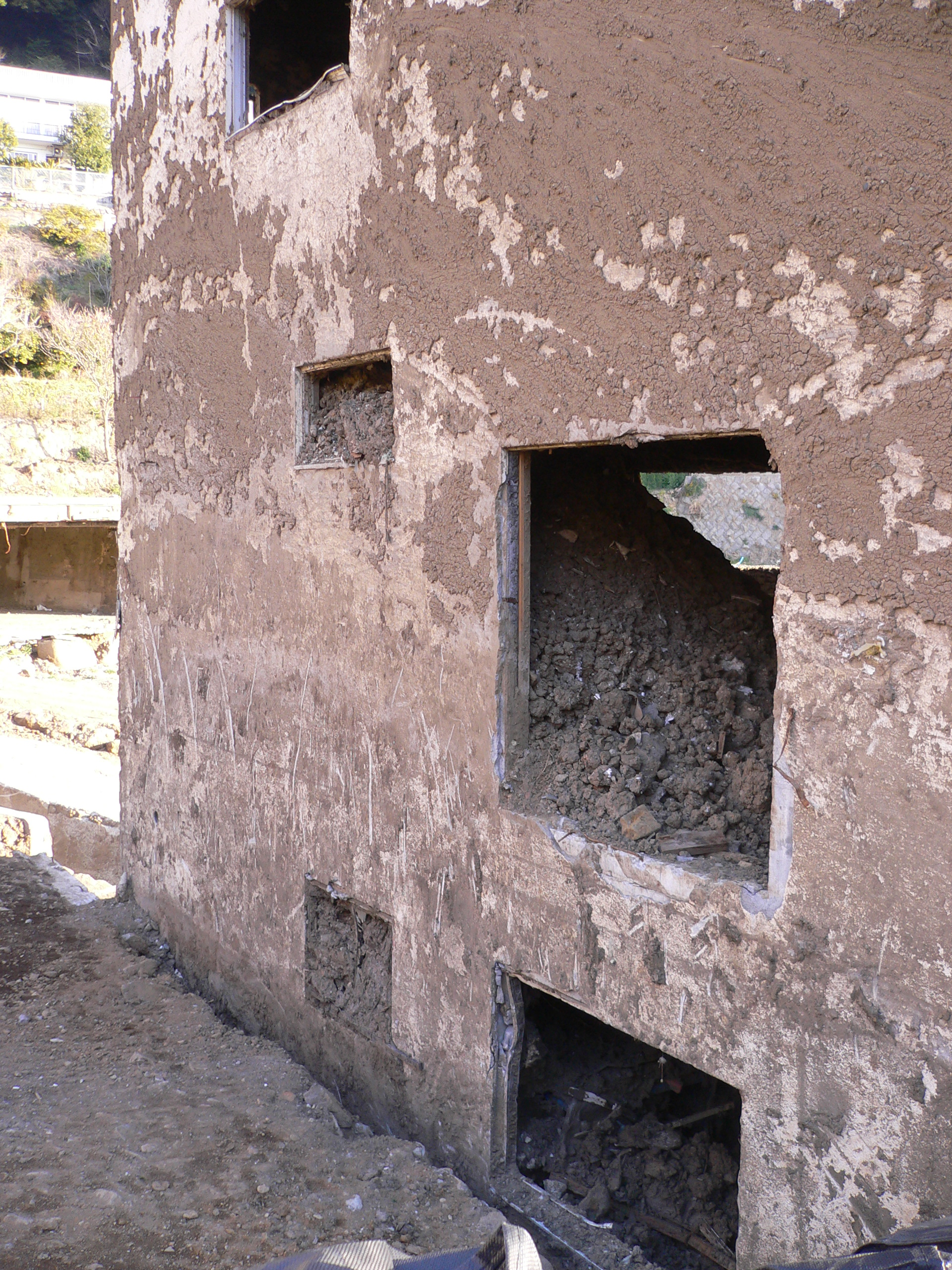
泥が残る被災した建物（2022年3月4日撮影）
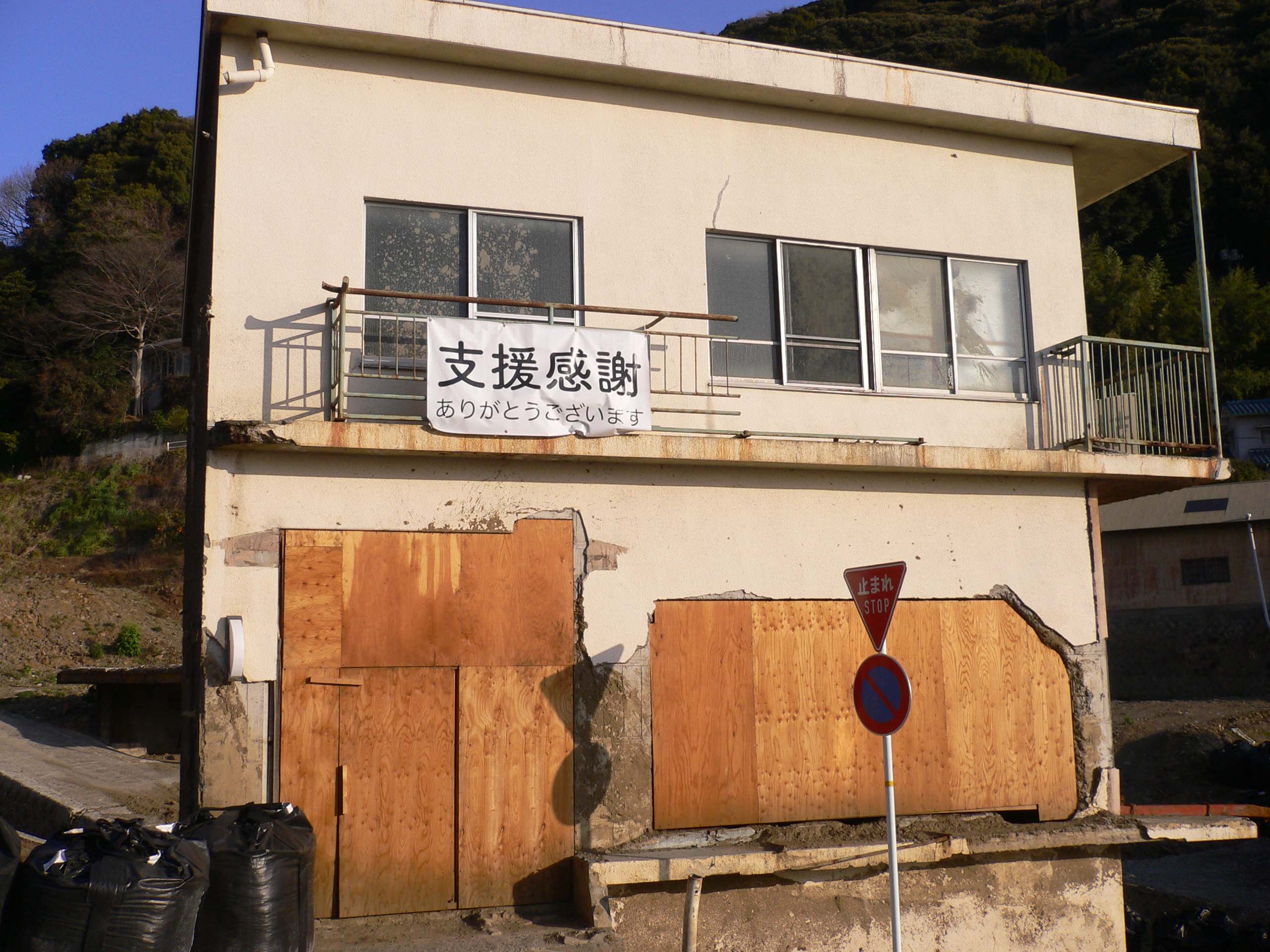
支援感謝の垂れ幕を掲げる被災建物（2022年3月4日撮影）
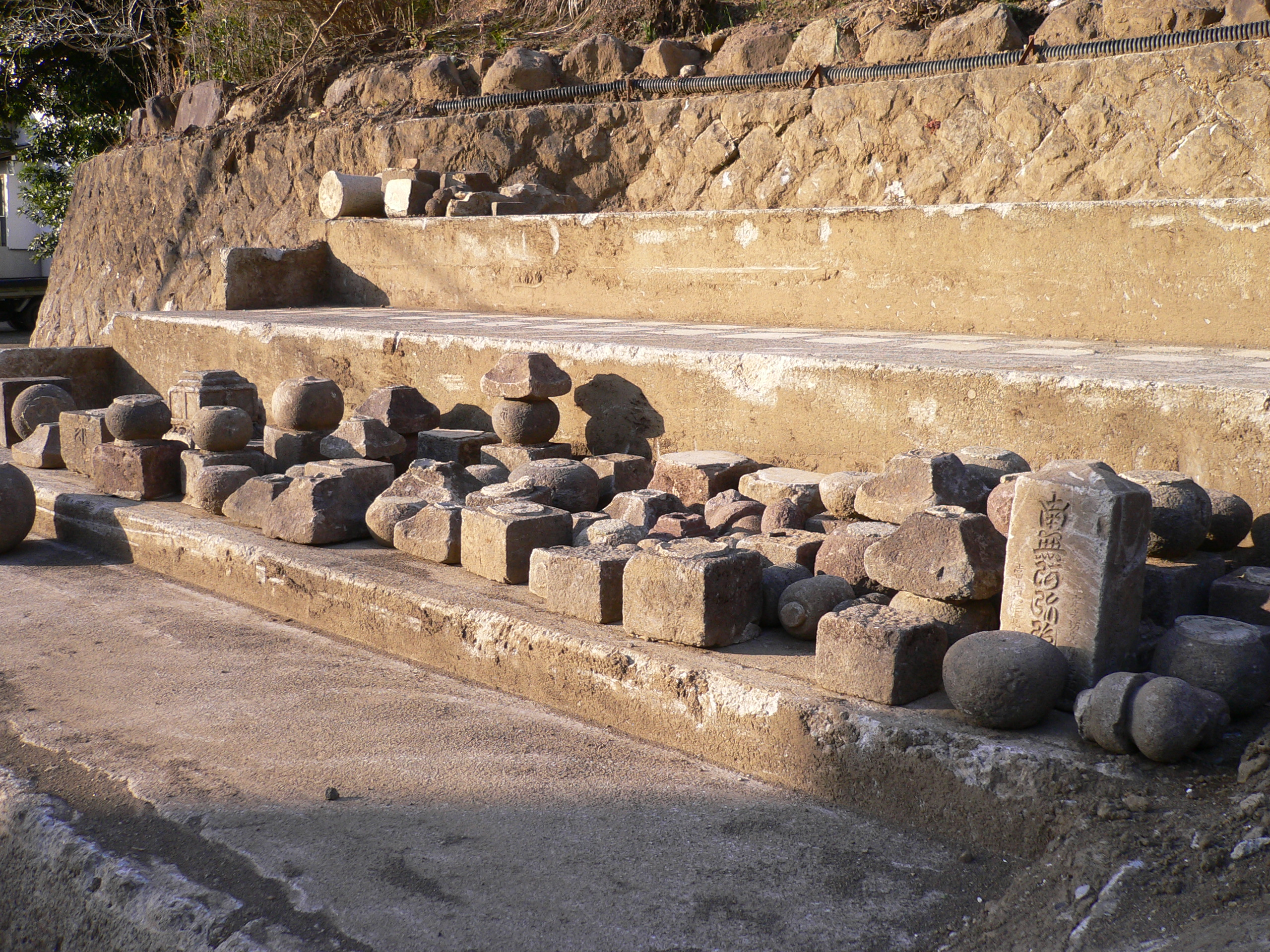
瓦礫の中から回収された墓石など（2022年3月4日撮影）
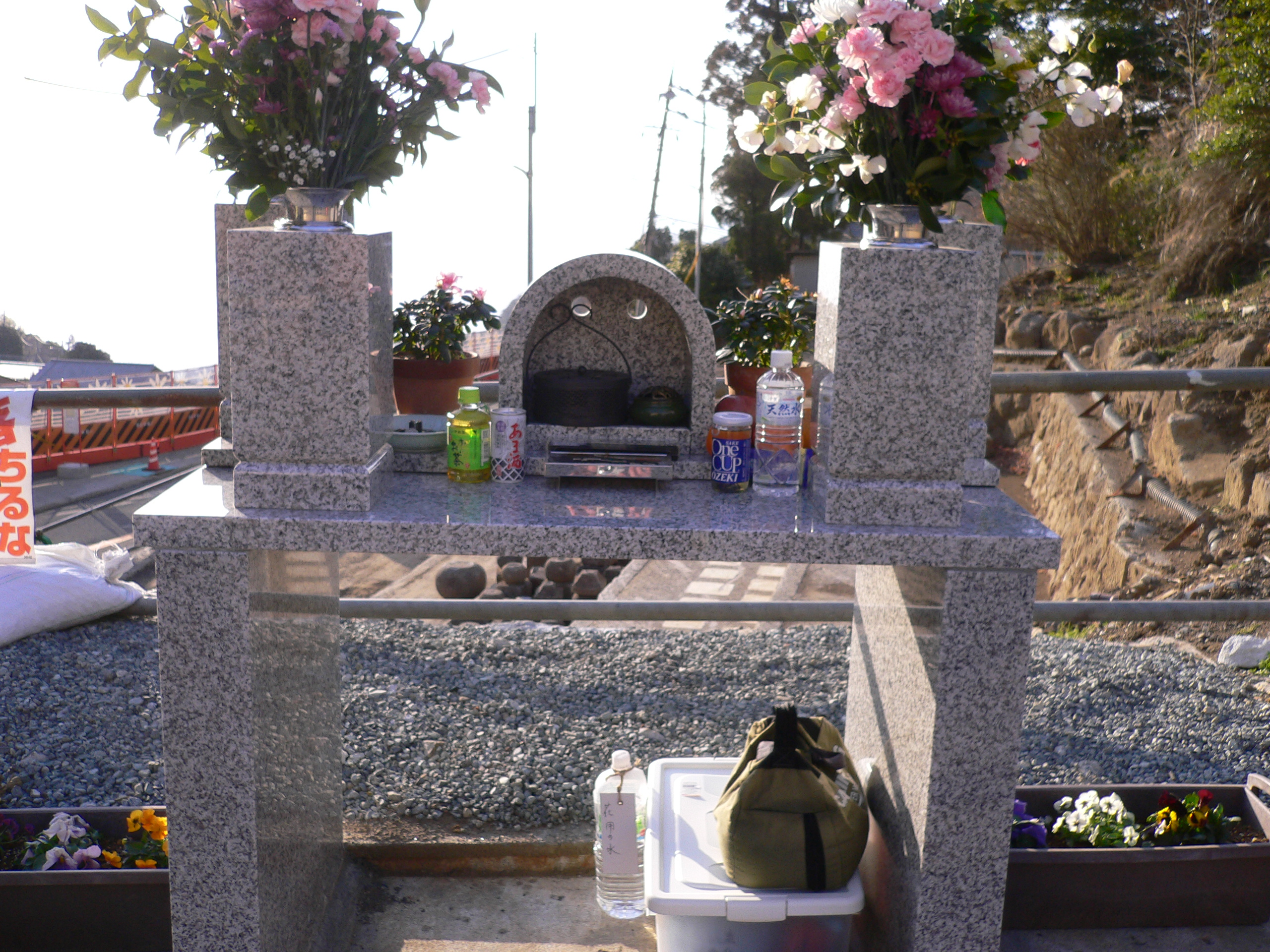
現場と海を見下ろす高台に設置された献花台（2022年3月4日撮影）

### 海への影響
伊豆山港では流れ込んだ土砂の撤去を静岡県が進めたほか、2023年2月21日には地元の漁師やダイバーが初めて災害ごみの引揚作業を行った。泥に覆われていた海底は砂地が一部見え、魚介類や海藻が現れ、数十センチメートルだった視界は5メートル以上開けるようになっていた。

### 留守宅への無断立ち入りや空き巣被害
2021年9月17日、共同通信は、同社の記者が無許可で民家の敷地内に立ち入り取材活動を行ったとして、住居侵入の疑いで熱海警察署に書類送検されたと発表。共同通信は記者を戒告処分とした。
災害発生直後から、伊豆山地区では空き巣被害が起きている。警察によるパトロールが強化されているが、8月1日正午時点で、避難所に身を寄せている人が300人以上おり、今もなお不審者の出没情報があり、避難者の不安な声を聞いた熱海商工会議所青年部が、空き巣などへの心配を払拭しようと、同日から夜間パトロールのボランティアを始めていた。

## 支援

### 被災者の受け入れ
熱海市は全国でも有数の温泉街（熱海温泉）として知られていることもあり、多くの被災者・避難住民は設備が整っている市内のホテルにて受け入れた。そのため、各地から支援物資が届いても物品が消費されず、寧ろ保管スペースを圧迫していることから、熱海市は7月7日に公式サイト上にて支援物資の受付けを一時休止することを発表した。

### 災害ボランティア
熱海市では7月5日に「災害ボランティアセンター」を開設し、事前登録による災害ボランティアの募集を始めた。流行中の新型コロナウイルス感染症（COVID-19）対策の為、ボランティアは静岡県東部の住民に限定されたが、7月9日時点で2,800人を上る登録がされた。しかし、現場では警察などの捜索活動が続き、二次災害の恐れもあるため受け入れ態勢が整わず、しばらくはボランティア活動の開始が見通せない状況となっていた。7月21日から立ち入り禁止エリアが緩和され、災害ボランティアの活動が始まったが、活動エリアが狭いため、事前登録していた熱海市在住の15 - 20名程度に限定して行われている。

## 事件前の動き

### 同和団体関連企業「新幹線ビルディング」による土地開発
2001年頃から、同和団体「自由同和会」神奈川県本部の幹部が経営に関わる新幹線ビルディングにより、熱海市伊豆山の社有地にて宅地分譲開発が始まる。
2007（平成19）年、「建設残土の処分」を目的に、静岡県土採取等規制条例に基づき盛り土の工事を熱海市に届け出をした。同年、台風4号が発生した際に、7月15日に同地内の水道施設に土砂が流入する被害が発生。これをめぐって、所有者として土砂や流木の除去をするよう熱海市から「お願い文書」が出されたが、これに対して当該社は「これは自然災害だから我々はやる気がない」旨の回答を為し、何もしなかった。本件に関して、同年8月7日の市議会建設公営企業委員会において、その理由を問われたのに対し、当時の熱海市水道温泉課長は「新幹線ビルディングそのものが同和系列の会社でございまして、ちょっと普通の民間会社と違いますので、その辺でそういうふうな回答が来たんだというふうに考えております」と答弁した。詳細は「新幹線ビルディング#同和団体との関係」「熱海市の土石流災害」を参照。

### 2014年に土木作業員の男性が県に警告
2009年に本災害現場の盛土で土砂崩れが発生している。この時、救助に駆けつけた近くにいた土木作業員の男性は、工事が雑であると感じていた。
2014年に平成26年8月豪雨による広島市の土砂災害が発生し、死者77人が出た報道を目にしたこの男性は、上記場所も同様の災害になるかもしれないと感じ、静岡県へ上申書を持ち込んだ。しかし、県の担当者は「男性の言っていることは支離滅裂」などとし、盛土を行う業者へは複数回の指導は行うものの、より強制力のある措置命令は出さなかった。

## 事件後の動き

### 原因調査
現場はハザードマップで土石流や地滑り、急傾斜地の崩壊などのリスクが高いエリアに指定されている。河川工学者の田代喬と土質力学者の松岡元による発生当日段階での見立てでは、非常に強い雨が降り続いたことにより、雨が山間の斜面全体に浸透し、土中の水の圧力が増大し続けて一気に斜面が流れ出たと推定された。急峻な山間地の谷地形になっていて、水と土砂が相まって山腹の木々も巻き込み、相当な力で一気に流れたとみられる。また、近くにある活火山である箱根山の過去の噴火による火山噴出物や火山灰が堆積して崩れやすい地質であることも可能性に挙げられたが、後述の通り、土石流の土砂の大半が発生地点付近に人為的に作られた盛り土だったことが判明し、盛り土の設置状況などを中心に調査が進められることになった。

#### 盛り土
静岡県の初期の調査によると、熱海市立伊豆山小学校から北西に1 kmほど離れた山の斜面が幅およそ100 mにわたって大きく崩れた。過去の地形データを比較した結果、山の谷間にできた開発による盛り土の大部分が崩れたと分かり、土砂が下るにつれて勢いを増し、被害を甚大化したと推定している。盛り土について川勝は7月4日の記者会見で「目的や工法を検証する決意だ」と述べた。静岡県幹部は6日の記者会見で、盛り土について「現時点の調査結果として不適正な点はなく、危険な状態だったとの認識もない」と説明した。7日、工学博士号を持ち長年国土交通省で土木行政に携わった経験を有する静岡県副知事の難波喬司は、盛り土について、技術者の個人的見解として通常あるべき排水設備や、土砂の流出を防ぐえん堤が設置されておらず、工法は不適切であったと指摘した。
7月9日、静岡県はレーザーで計測した地形データを使い調査した結果、土石流の土砂の総量が約5万55 m3で、そのうち大半が土石流の起点にある盛り土とみられると発表した。土砂は途中の砂防ダムで約0.75万 m3がせき止められたが、残りの約4.8万 m3が下流部の住宅地に押し寄せた。なお、静岡県は当初、土砂の総量を約10万 m3と推定していた。同日、静岡県の地質構造・水資源専門部会委員を務め、中央新幹線建設の水資源への影響などに詳しい地質学者の塩坂邦雄は静岡県庁で記者会見をし、災害後にドローンなどで現場を調査したことにより、盛り土が崩落したのは周辺の宅地開発で尾根が削られて人為的な河川争奪が起こり、従来は盛り土の上にある約4万 m2の逢初川の集水域から雨水が流れ込んでいたが、水の流れが変わったことで北隣の約20万 m2の鳴沢川の集水域から数年かけて水が集まったため、盛り土に大量の水がたまって地盤が滑りやすくなり、今回の大雨が崩落の引き金となったとの見方を示した。一方、副知事の難波は同日の記者会見で、「そんなに広い地域の水が集まっていれば大洪水になっているはずだ」と塩坂の見解を否定し、盛り土には適切な排水設備がなかった可能性が高いとして、1日から降り続いた雨水がたまって盛り土が崩落し、土石流につながったとの見方を示した。
崩落した盛り土の所有者である不動産実業家の麦島善光は後述の太陽光発電施設の場所を含めて約130万 m2の土地を持っており、2011年に別の不動産会社から一帯の土地を買ったが、その後に盛り土はしておらず、そもそも崩壊箇所が盛り土だとも知らなかったとしている。元の所有者である神奈川県小田原市の不動産会社は2007年に「建設残土の処分」を目的に、静岡県土採取等規制条例に基づき盛り土の工事を熱海市に届け出た。しかし、造成段階で対象面積が施工計画より拡大し、コンクリート、レンガ、ビニール、プラスチック、ガラスなどの産業廃棄物を含む残土や廃自動車も埋まっていたため、静岡県と熱海市が廃棄物の撤去や土砂搬入の中止を繰り返して要請したが、土地所有者が変わるまでに従わなかった。2021年時点でこの会社は倒産となっているが、その会社の元幹部は共同通信の取材に応じ、「熱海市に届け出て盛り土をした。豪雨はこれまでもあったが、崩れなかった」と責任を否定した。しかし、7月7日に難波は、盛り土に関わった業者が林地の開発をめぐり違反があったなどとして、過去に県と市が是正を求めていたことを明らかにした。また、静岡県は7日、盛り土の高さが法令基準の3倍以上の約50 mに達するなど不適切な造成だったと発表し、計画では「土地の面積は約0.9 ha、盛り土の量は約3.6万 m3」のはずだが、実際の量はその1.5倍以上となっていた。国土地理院の測量によると、2009年6月 - 2019年12月間に実施された盛り土量は推計約5.6万 m3である。
その後、盛土内から放射性セシウムが検出された。これは2011年3月以降も盛土を継続していたことを意味する。
工事の法的根拠となる静岡県土採取等規制条例では災害防止を目的に、盛り土の高さを15 m以内とすることなどが定められている。また、崩壊箇所は宅地造成等規制法で、より強い安全対策や自治体による工事完了検査が義務づけられた指定区域だが、工事目的が宅地造成でなかったことから、同法の規制対象外であった。なお、建設残土は再利用できる資源とみなされているため、産業廃棄物と違って処分を規制する法律はない。塩坂の調査によれば、現地で崩落せずに残った盛り土は約3万 m3程度とみており、目視ではコンクリートの破片なども含まれていたという。また、静岡県の調査によれば、神奈川県の不動産会社は盛り土を造成した際に、熱海市に工法変更計画書を提出した。そこに雨水排水用の地中排水設備や砂防ダムを設置するなどの対策が明記されていたため、市は計画書を受理した。しかし、災害後に県が過去の記録を調べた時、排水設備などの対策が行われたかの確認ができず、現場の目視調査でも排水設備の痕跡が見当たらなかった。
なお、不動産管理会社の小田原市内の関係先を訪ねた経験がある熱海市の男性によると、盛土を造成した会社の元幹部は、地元住民や行政とのやりとりで指定暴力団の関係者であることをちらつかせていた。また、2009年の時点で盛土に不備があることを確認しており、盛土の工事変更届は図面無しや空欄があるものでも受理されたことが発覚した。

#### 太陽光発電施設
崩落起点から南西に20 - 30 m離れた所に太陽光発電施設がある。静岡県知事の川勝平太は4日、「近くにはメガソーラーもあるが、直接の関係はいまのところみられない」と報告した。一方、自民党の党災害対策特別委員会や静岡県選出衆議院議員の細野豪志は土石流との関連性について調査・検証を求めていくとした。塩坂邦雄は、開発で森林が伐採されたことにより保水力が低下し、太陽光発電所の建設で土中に浸透できなくなった大量の雨水が、進入路伝いに盛り土部分に流入した可能性も指摘したが、太陽光発電所は尾根部を削った場所に建設されており、地盤は安定し、両側の森も崩壊しなかったため、「直接的に災害に関係していることはない」とも述べた。
2022年5月2日の『静岡新聞』の報道によると、土石流が発生した場所と太陽光発電施設の土地所有者が同一であり、太陽光発電施設、隣の平地と近辺の別の盛り土を整地した時に無届けで森林を伐採したため、森林法の林地開発許可違反に当たる可能性があるとして、静岡県は是正に向けて現所有者側と協議している。
また、災害の直後にネット上では近隣の「メガソーラー犯人説」という憶測が流れた。TwitterやYahoo!ニュースのコメント欄ではさらに「韓国企業のメガソーラーが土砂災害の原因だ」という情報が拡散したが、『韓国日報』の取材によれば、韓国企業による静岡県内の太陽光発電事業は住民の反対により進んでおらず、さらに予定地は伊東市であって熱海市の土砂災害とは関連がない。

### 行政・立法機関の対応

#### 国の対応
国土交通省は熱海緊急砂防出張所を設け、逢初川で土石流が発生した場所から約800メートル下流に砂防ダムを建設して、静岡県庁に管理を引き渡したと2023年3月20日発表した。
さらに同省は全国的な対策として盛り土の総点検を始めた。その結果、1089箇所で不備があることが判明した。崩落の危険があるため、各自治体による追加の対処を求めている。結果内訳は、「必要な災害防止措置が確認できない」が516箇所、「廃棄物の投棄などが確認された」が142箇所、「許可、届け出の手続きが取られていない」が728箇所、「手続内容と現地の状況に相違がある」が515箇所であった。
現行法では対処できないものも含まれているため、2022年3月1日、日本政府は「宅地造成等規制法の一部を改正する法律案」を閣議決定した。同改正案は同法の題名を「宅地造成及び特定盛土等規制法」に改正する上、盛り土を都道府県知事の許可制とし、罰金刑および懲役刑を定め、全国一律の規制を行うようと規定するもので、同月29日に衆議院に付託された。衆議院と参議院での可決を経て、2022年5月20日に成立した。同年5月27日に令和4年法律第55号として公布、2023年（令和5年）5月27日施行予定。

#### 静岡県・熱海市の対応
静岡県による点検と結果、盛土193箇所に不備があることが確認された。2022年3月、静岡県沼津警察署は、事件後も沼津市宮本で無許可で盛土を続け、10年以上に及んでいた84歳の建設業の男を逮捕した。男は条例とそれに基づく市の指導を無視し違法盛土を続けたため、現地では住宅の庭に大岩が落ちてくるなどの被害が報告されていた。ただ、市は当時注意しかできず、強制力のある対処が取れないでいた。
2022年3月18日、静岡県は新たな盛土規制条例を制定した。静岡県議会で可決され、同年7月から発効されるようになった。盛土は許可制となり、違反があった場合は懲役刑が課されるという内容だった。2022年4月、静岡県には新たに盛土対策課が設置された。同課は土木、農業、林業、警察、教育委員会など複数の領域の職員13人で構成され、さらに「盛土監視機動班」が設定される。これまでは対策を行う部署が一定しておらず、複数の部署にわかれて対応していたが、盛土対策課は盛土問題に特化した専門部署となる。巡回監視を行う、盛土の通報があったら迅速に現場確認し、原状回復まで一貫した指導を徹底して行うようになった。
静岡県は人工衛星を使って宇宙から違法盛り土を監視する実証実験を行った。静岡県の違法盛土は、人間による監視が行き届きにくい富士山周辺の森林に集中していることが調査により判明している。そのため軌道衛星から撮影した画像をAIに解析させ、迅速な発見と対処を達成することが計画されている。用いられる衛星には既存の民間衛星に撮影を依頼し、それを買い取る形で行われる。また国産ロケットである「H3ロケット」から投入される予定だった地球観測衛星 「だいち3号」も活用する計画だった。
さらに市民全体からの監視を強化する考えのもと、県内200件の違法盛土の住所、規模といった情報を県のホームページ上で公開した。

#### 検証委員会
熱海市議会の百条委員会による参考人招致では、仲介業者が、盛土の施工には市の指導があったなどと主張し、現場責任者は「名義だけ貸したのであって関与していない」などと主張していた。一方、産廃不法投棄問題で取材していたジャーナリストは「不法投棄を見たことを警察に伝えたが、動かなかった」と証言し、地元住民は「現場が緩い土砂」のほか、「履いていた靴が溶けた」などとして何らかの有害物質が含まれていた可能性を示唆した。熱海市議会百条委員会（調査特別委員会）は2023年3月15日、熱海市は「最善の対応となるための手続きを行う余地は十分にあった」など市にも責任があるとする最終報告書を全会一致で可決したが、齊藤栄市長は「改善すべき点はあった」としつつ、「市に法的責任はない」という2022年11月に示した公式見解に「変わりはない」と報道陣に述べた。
土石流起点に残った盛り土（推計約2万立方メートル）について、静岡県は2022年8月1日に撤去を求める措置命令を新幹線ビルディングに出したが、期限だった翌9月5日までに同社が着工しなかったため、静岡県は翌6日の対策会議で行政代執行による撤去を決めた。
静岡県は2021年9月7日に発生原因調査検証委員会、同年12月22日に行政対応検証委員会の初会合をそれぞれ開き、後者は翌2022年5月13日の最終報告書で行政の対応を「失敗」と結論付けた。難波喬司静岡県副知事は同月17日の記者会見で、県は熱海市と連携して対応したが、「結果として甚大な災害が発生した。行政対応の不十分さを深く反省する」と述べ報告書の内容を全面的に受け入れるとしたものの、法的な瑕疵や不作為は否定した。
百条委員会は最終報告書を全会一致で可決した。盛土手続きの不備や土地所有者への措置命令を出さなかったことを問題視し、その責任を負うべきであるとの内容である。

### 被災者、遺族

#### 追悼
伊豆山地区では月命日の3日、伊豆山神社と仏教寺院の般若院で、慰霊の神事と仏式法要が交互に行なわれている。
土砂崩れが起きた7月3日は静岡県や熱海市を含めた追悼式が開催されている。

#### ダメージおよびケア
被災から1年半を過ぎても避難所生活を続けている被災者が200人以上に及んでおり、日常生活を取り戻すことはまだ出来ていない。被災によるPTSDやアルコール依存など、精神面への被害も報告されている。被災者のケアを目的とした支え合いセンターが開設されているが、被災者の参加は少ないという。

#### 被害者の会の結成および裁判
2021年8月8日、「熱海市盛り土流出事故被害者の会」が結成された。被害者の会は、盛り土のあった土地の旧所有者を業務上過失致死容疑で、現所有者を重過失致死容疑で同年8月17日に刑事告訴し、熱海警察署が同月27日に正式に受理した。さらに同年11月10日、犠牲者6人の遺族5人が現旧土地所有者を殺人容疑で刑事告訴し、翌12月6日に受理された。
同年9月28日、被害者遺族ら70人が土地の現旧所有者らを相手取り、約32億6800万円の損害賠償を求める訴訟を静岡地方裁判所沼津支部に起こした。
2022年5月18日、崩落した時の土地の元・現所有者ら8人と5社を相手どり、遺族、被災者84人が総額85億1900万円の損害賠償を求めた訴訟を起こした。元・現所有者はいずれも争う姿勢である。
2022年8月16日、遺族4人が業務上過失致死の容疑で熱海市長を刑事告訴した。盛土とその危険性を把握していたにもかかわらず対策を取らなかったことが土石流の一因であるとしている。11月17日、静岡県警察は被疑者不詳のまま静岡県庁と熱海市役所を業務上過失致死の疑いで家宅捜索し、県市間の協議内容や崩落の起点となった土地の現旧所有者とのやりとりを記録した行政文書の原本など計約400点を押収した。
2022年9月5日、犠牲者遺族ら110と被災した3法人が、違法な盛り土を黙認したとして静岡県と熱海市に合計で約64億円の損害賠償を求める訴訟を静岡地方裁判所沼津支部に起こした。
2023年1月11日の弁論準備手続きでは、市側が所有する盛土関連資料の開示を拒否し争う姿勢を見せたため、遺族側と土地所有者側双方から批判の声が上がっている。一方、県は3月までに開示するとした。

### その他、各方面への影響

#### 宿泊施設
伊豆山地区にある大江戸温泉物語ホテル水葉亭では、施設本体への被害はなかったものの、前を走る国道135号の通行止め区間に含まれていた上、温泉の配管が土石流で破損したため、9月15日まで休業していた。
伊豆山地区住民の避難生活が長期化していることから、伊東園ホテルズ（熱海ニューフジヤホテル：7月4日-19日、熱海金城館：7月20日-9月14日、ウオミサキホテル：7月20日-8月6日）とホテルニューアカオが宿泊予約をキャンセルして、避難者を受け入れている。
一方で、土石流の被害は伊豆山地区の一部に留まり、市内中心部での被害は無かったが、伊豆山地区以外を含む宿泊施設へのキャンセルが相次ぎ、基幹産業である観光業を始めとする市内経済への著しい打撃が懸念されている。

#### 観光イベント
熱海市は7月17日から順次予定していた市内3箇所（熱海サンビーチ、長浜海水浴場、網代温泉海水浴場）の海開きについて、行方不明者の捜索活動が続けられていることや海岸近くの駐車場を災害復旧作業目的で使用することを受けて、被災者や市民感情に配慮し中止を決定した。また、熱海海上花火大会を主催する熱海温泉ホテル旅館協同組合は、7月30日、8月5日、8月9日に予定していた海上花火大会を中止すると発表した。

#### パラリンピック聖火リレー
8月24日開幕の東京パラリンピックの聖火リレーでは熱海市が静岡県区間における出発地となり、8月17日に行われる予定だったが、災害対応に追われる同市から中止要請があったことを受けて、同市区間での実施を取り止めることを7月21日に組織委員会と静岡県、熱海市が連名で発表した。なお、熱海市内で走行予定だったランナーについては、静岡市内の区間に組み入れる方針としていたが、COVID-19によるまん延防止等重点措置が適用されたことを受けて、公道での開催を断念し、浜松市中区（現・中央区）の四ツ池公園陸上競技場での走行に変更することになった。

#### テレビ番組
熱海市で収録が行われたテレビ番組については、被災住民への配慮として内容変更・放送見合わせとするケースが発生している。
- 7月7日に放送された『有吉の壁』（日本テレビ）では、市内にある「星野リゾート リゾナーレ熱海」で収録が行われた内容を放送した。その際、被災住民への配慮として、当初のサブタイトルを「星野リゾート リゾナーレ熱海に潜んで有吉を笑わせろ!」としていたところを、「星野リゾート リゾナーレに潜んで有吉を笑わせろ!」として、熱海の文言を削除する配慮を行った[137]。
- 『ラヴィット!』（TBSテレビ）では、金曜日のコーナーとして「ラヴィット! HOUSE」があった。このコーナーは、太田博久（ジャングルポケット）・近藤千尋夫妻が熱海市内で購入した中古住宅をDIYでリフォームする内容だったが、災害発生後は当面放送を見合わせ、別のDIY企画に変更されていた。その後、10月15日放送で再開した。

#### 伊豆湘南道路の実現へ向けた動き
通行止めとなった国道135号は土砂災害だけでなく台風や高波などによる被害が多発しており、今回の長期間封鎖によって大規模な新道路建設を求める声が強まっている。
その一つである「伊豆湘南道路」は伊豆半島と神奈川県西部を結ぶ国道135号の代替ルートとして1963年（昭和38年）頃から検討されてきた構想である。
2021年7月19日には神奈川県側の1市2町により西湘バイパス延伸を目的に1981年（昭和56年）に結成された「小田原真鶴道路建設促進協議会」の名称を「伊豆湘南道路神奈川県西湘地区建設促進協議会」と改め、長期間封鎖されることとなった国道135号の代替道路建設を国や県へ要望していくこととなった。

## 国際社会の反応
- 台湾総統の蔡英文は土砂災害の発生した7月3日の夜にTwitterに日本語で投稿し、日本の必要な援助を何時でも提供できるように用意があることを伝えた[139]。
- オーストラリア駐日大使のジャン・エリザベス・アダムズ（英語版）も3日夜に哀悼の意を表する旨を投稿した[139]。
- ウクライナ駐日大使のセルギー・コルスンスキーは4日、Twitterに犠牲者を悼む投稿をした[140]。
- トルコ外務省は早期の復興を願う声明を出し、エストニアやインドの在日大使館もそれぞれの公式Twitterアカウントで見舞いの言葉を寄せた[140]。
- 韓国駐日大使の姜昌一は5日、静岡県の川勝知事宛に見舞いの書簡を送り「微力ながらできる限りのことをさせていただきます」と伝えた[141]。
- 7月5日午後の記者会見で官房長官の加藤勝信は、土砂災害を受けて14の国と地域と国際機関[注釈 6]から見舞いのメッセージや支援の申し出があったことを明らかにし「日本国民、日本政府に心温まるメッセージ、また支援の姿勢を示していただいたことに日本政府として心から感謝申し上げたい」と述べた[142]。